# Kotakari (ö i Norra Österbotten, Uleåborg, lat 65,10, long 25,21)
Kotakari är en ö i Finland. Den ligger i Bottenviken och i kommunen Uleåborg i den ekonomiska regionen  Uleåborgs ekonomiska region i landskapet Norra Österbotten, i den norra delen av landet. Ön ligger omkring 16 kilometer nordväst om Uleåborg och omkring 550 kilometer norr om Helsingfors.
Öns area är 4,33 kvadratkilometer och dess största längd är 3,9 kilometer i sydöst-nordvästlig riktning.